# George Howe (attore)
George Howe (Valparaíso, 19 aprile 1900 – Brighton, 24 luglio 1986) è stato un attore britannico.

## Biografia
Il suo nome completo era George Winchester Howe. Lavorò soprattutto in televisione, partecipando a numerosi film TV e serie, tra cui Dixon of Dock Green e Le avventure di Charlie Chan.

## Filmografia parziale

### Cinema
- L'uomo che sapeva troppo (The Man Who Knew Too Much), regia di Alfred Hitchcock (1956)
- Il grande valzer (The Great Waltz), regia di Andrew L. Stone (1972)
- That's Your Funeral, regia di John Robins (1972)

### Televisione
- Douglas Fairbanks, Jr., Presents - serie TV, episodio 2x25 (1954)
- Il mio amico fantasma (Randall and Hopkirk (Deceased)) - serie TV, episodio 1x26 (1970)